# رود کنا
رود کنا (انگلیسی: Kena) یک رودخانه در استان آرخانگلسک کشور روسیه است.